# Natalee Linez
Natalee Louise Linez (* 25. Oktober 1994 in Kalifornien) ist eine US-amerikanische Schauspielerin.

## Leben
Linez wurde am 25. Oktober 1994 im US-Bundesstaat Kalifornien geboren. Sie machte ihr Schauspieldebüt in einer Episode der Fernsehserie Hawaii Five-0 und war im selben Jahr in zwölf Episoden der Fernsehserie Mysterious Mermaids in der Rolle der Nicole Martinez zu sehen. 2020 feierte sie ihr Spielfilmdebüt in Natural Disasters. Von 2021 bis 2022 stellte sie in zehn Episoden der Fernsehserie Power Book III – Raising Kanan die Rolle der scharfsinnigen und ambitionierten jungen Frau Jessica Figueroa dar. 2022 spielte sie außerdem die Rolle der Lydia Montgomery in drei Episoden der Fernsehserie Tell Me Lies.

## Filmografie (Auswahl)
- 2019: Hawaii Five-0 (Fernsehserie, Episode 9x25)
- 2019: Mysterious Mermaids (Siren, Fernsehserie, 12 Episoden)
- 2019: The Ladies Room (Kurzfilm)
- 2020: Natural Disasters
- 2021: The Match (Kurzfilm)
- 2021–2022: The Good Doctor (Fernsehserie, 2 Episoden)
- 2021–2022: Power Book III – Raising Kanan (Fernsehserie, 10 Episoden)
- 2022–2024: Tell Me Lies (Fernsehserie, 5 Episoden)
- 2022: 9-1-1 (Fernsehserie, Episode 6x07)
- 2024: CSI: Vegas (Fernsehserie, Episode 2x20)
- 2024: Navy CIS: Hawaiʻi (Fernsehserie, Episode 3x03)
- 2024: Blood, Beach, Betrayal
- 2024: Tell Me Lies (Fernsehserie, 3 Episoden)
- 2024: Chicago P.D. (Fernsehserie, Episode 12x03)